# 石永镇
石永镇，是中華人民共和國四川省鄰水縣下辖的一个乡镇级行政单位。2019年12月，撤销同石乡和古路乡，将其所属行政区域划归石永镇管辖。

## 行政区划
石永镇下辖以下地区：
文興社區、石稻場村、金山寨村、李子溝村、獅子壩村、象鼓寨村、石合場村、高峰寨村、鋪山村、鄧家坡村、紅花坪村、萬秀橋村。